# Címsor (ablak)
A számítástechnikában a címsor vagy címsáv (title bar) grafikus felhasználói felületeken az ablak azon részét jelenti, ahol az ablak címe megjelenik. Nevezik még az ablak fejlécének is. A legtöbb grafikus operációs rendszerben, illetve ablakkezelőben a címsor az alkalmazás ablakának tetején, vízszintes csík formájában jelenik meg.
Gyakran megtalálható a címsorban az alkalmazás neve és/vagy gyártója. Sokszor az alkalmazást futtató számítógép neve is megjelenik. Különböző módszerek (menüopciók, escape vezérlőkarakterek, telepítési paraméterek, parancssori opciók) létezhetnek a címsor szövegének beállítására. A legtöbb webböngésző a title HTML-elem tartalmát jeleníti meg itt, általában elé vagy mögé írva az alkalmazás nevét. A Google Chrome a böngészőfüleket is az ablak címsorában helyezi el, így nem szükséges a főablak területét használni a fülek megjelenítésére.
A címsoron gyakran vannak ikonok az ablakkal kapcsolatos rendszerparancsok végrehajtására; pl. „teljes méret”, „kis méret”, „bezárás”, „felgördítés” gombok. Bizonyos rendszereken a címsor egyes gombjainak környezetfüggő menüi lehetnek. Más tartalmak is lehetnek a címsoron, pl. az alkalmazás ikonja, óra stb.
Számos grafikus felhasználói felület, pl. a Mac OS és a Microsoft Windows felülete is lehetővé teszi, hogy a felhasználó az ablakot áthelyezze oly módon, hogy annak címsorára kattintva arrébb vonszolja azt.

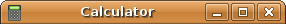
Ubuntun, GNOME ablakkezelőben futó számológép címsora

## X Window System alatti ablakkezelők listája, az általuk használt címsor típusával
- 3dwm –  bezárás és menü gombok
- aewm –  bezárás gomb
- afterstep –  bezárás, menü és opcionálisan „kis méret”/„teljes méret” gombok
- alloywm
- amiwm –  menü, „kis méret”, „teljes méret” és bezárás gombok
- afterstep –  menü, „kis méret”, „teljes méret” és bezárás gombok
- asclassic –  bezárás és menü gombok
- ctwm –  menü, „kis méret”, „teljes méret”, „felgördítés” és bezárás gombok
- icewm – jobbkattintásra menü, „kis méret”, „teljes méret”, „felgördítés” és bezárás gombok
- ion2 – jobbkattintásra menü
- fvwm –  menü, „kis méret”, „teljes méret”, „felgördítés” és bezárás gombok
- icewm –  „kis méret”, „teljes méret”, „felgördítés” és bezárás gombok
- fvwm95 –  „kis méret”, „teljes méret” és bezárás gombok
- heliwm – opcionálisan jelenít meg címsorokat
- icewm  –  menü, „kis méret”, „teljes méret”, „felgördítés” és bezárás gombok
- jwm –  „kis méret”, „teljes méret”, „felgördítés” és bezárás gombok
- karmen –  „kis méret” és bezárás gombok
- Lightweight window manager – csak egy bezárás gomb
- mwm –  menü, „kis méret” és „teljes méret” gombok
- olwm – jobbkattintásra menü és egy „kis méret” gomb
- openbox –  „kis méret”, „teljes méret”, „felgördítés” és bezárás gombok
- pwm2 – jobbkattintásra menü
- qvwm –  „kis méret”, „teljes méret” és bezárás gombok
- sawfish –  „kis méret”, „teljes méret”, „felgördítés” és bezárás gombok
- twm –  „kis méret” és átméretezés gombok
- vtwm –  menü, „kis méret” és átméretezés gombok

## Fordítás
- Ez a szócikk részben vagy egészben a Title bar című angol Wikipédia-szócikk ezen változatának fordításán alapul.  Az eredeti cikk szerkesztőit annak laptörténete sorolja fel. Ez a jelzés csupán a megfogalmazás eredetét és a szerzői jogokat jelzi, nem szolgál a cikkben szereplő információk forrásmegjelöléseként.